# Jean Víctor Herrán
Jean Víctor Herrán Houyou, médico, botánico, político de nacionalidad francés que se desempeñó como médico y diplomático de Costa Rica, El Salvador y Ministro Plenipotenciario de Honduras ante las Monarquías europeas.

## Primeros años y educación
Jean Víctor Herrán, nació en Mourenx, Francia, un 30 de mayo de 1803. era hijo de Madeleine Houyou y Pierre Herran. Su padre fue un hombre acaudalado y alcalde y se preocupó en darle una buena educación a su hijo. Que primeramente ingreso en Oloron-Sainte-Mari y más tarde en Burdeos, donde recibió clases de química y botánica; seguidamente se trasladó a París, donde se especializó por su propia cuenta, en mineralogía, zoología y medicina.

## Médico en América

### Sudamérica
En 1822, se embarcó para América, estando en Cartagena de Indias, Colombia obtuvo permiso de las autoridades, para ejercer la medicina con resultados satisfactorios en el tratamiento de enfermedades crónicas. En 1830, se traslada a Santiago de Veraguas, (actual Panamá), donde ejerció como médico general e inspector del gobierno, estando allí contrajo nupcias con una dama local, Josefa López. El general Alzuru, que había obtenido poder en el istmo, entró en guerra con Veragua. Herran se alistó como médico en Jefe de las Fuerzas de Liberación.

### Centroamérica
En 1832, su destino fue Costa Rica, donde unió sus esfuerzos de investigador para descubrir un remedio para la lepra, con el cual se hicieron alarmantes progresos. En 1836, viajó a la provincia de San Miguel, El Salvador y trabajó como voluntario para combatir y erradicar una epidemia de cólera, recibiendo claras muestras de estima y gratitud.
En 1840, el general Francisco Morazán, fue derrotado en Guatemala. Fue hecho prisionero y escapó con varios subordinados a La Libertad, donde intentó embarcarse, pero fue obligado a retirarse al puerto de La Unión. Herrán, prestó toda su ayuda para que Morazán pudiese alcanzar la libertad y continuar con su lucha unionista. Herrán, adquirió dos botes, con los cuales Morazán y sus oficiales, viajaron hasta la Isla del Tigre. Por esa causa, Herrán fue condenado a morir fusilado, pero sin amilanarse, consiguió una entrevista con el encargado militar, al cual le justificó suproceder. Hecho prisionero entonces, logró escapar en bote. Al año siguiente (1841) Herrán se encuentra de regreso a Burdeos, donde establece una firma comercial de transporte marítimo hacia Centroamérica, con mucho éxito.

## Diplomático Centroamericano
Víctor Herran fue nombrado como representante de algunos Estados Centroamericanos ante los principales monarquías europeas. 
En 1850, Costa Rica lo nombra como Encargado de Asuntos Consulares, cargo en el que dura hasta 1854, cuando el Congreso costarricense, decide que sus representantes en el extranjero, sean nativos.
En 1854, pasó a representar los asuntos e intereses diplomáticos del gobierno de El Salvador. Fue enviado extraordinario por la Comisión Legislativa salvadoreña ante la corte de Madrid después del fracaso de una primera misión diplomática en 1850. Durante el gobierno del presidente Francisco Dueñas, asumió la responsabilidad de negociar el tratado diplomático con España. El tratado de paz, amistad, comercio y navegación fue finalmente firmado el 24 de junio de 1865 por Herrán y el delegado español Manuel Bermúdez de Castro. Este acuerdo reconocía a El Salvador como una "nación libre, soberana e independiente" y renunciaba a reclamaciones territoriales, estableciendo una deuda voluntaria por extinción del antiguo Reino de Guatemala. Las ratificaciones se realizaron en febrero de 1866 tanto por las Cortes españolas como por la Asamblea Legislativa salvadoreña. El tratado se publicó en medios oficiales como la Gaceta de Madrid y La Patria, y Herrán fue nombrado ministro plenipotenciario en París y Madrid en reconocimiento a su gestión diplomática.
Honduras lo nombra en 1855, a la llegada del General José Santos Guardiola a la presidencia; como Ministro Plenipotenciario en Francia, ante el reinado de Napoleón III, para negociar tratados comerciales. Posteriormente, lo nombra encargado de conseguir fondos para la construcción del Ferrocarril Nacional de Honduras, en Inglaterra, misión que haría junto a León Alvarado y Carlos Gutiérrez Lozano. Al tomar posesión el gobierno de Marco Aurelio Soto, y al tener este noticias sobre malos manejos de fondos por parte de los representantes, destituyó e Herran.

## Propietario de la Viña Beaumont
En 1860, el Conde de Gennes adquiere la propiedad y Castillo de Beaumont para vendérsela en 1872 a Jean-Victor Herran, por ese entonces Ministro de Honduras. El industrial parisino Joseph Germain lo sucede en 1890 para izar los vinos del castillo Beaumont al primer rango de los crus Bourgeois Supérieurs du Médoc. A él se debe la construcción de la nave de cubas y prensas en 1894.
Herran moriría en Francia en 1887.